# Valuta
Valúta je izraz za enoto plačilnega prometa. Valuta je lahko denarna enota in sestavina denarnega sistema neke države. Slovenska valuta je bila tolar, 1. januarja 2007 ga je zamenjal evro. V igri monopolija veljajo papirnati papirčki za valuto v igri. Nekateri parki imajo bone, posebne lističe, ki veljajo za plačilno sredstvo za obiskovalce parka. Nekatere države imajo prehodne sisteme, kjer se lahko za storitve plačuje z več različnimi denarnimi enotami. Uradna denarna enota pomeni, da se vse vrednosti preračunajo na določeno denarno enoto in se posluje le s to enoto. Valuta je predvsem izraz, ki nadomesti menjalno trgovino. Adam Smith je definiral menjalno trgovino kot:  
Obstaja povpraševanje po različnih stvareh, obe stranki sta enakovredni in svobodni v poslovanju. Posel se zaključi hkratno, izmenjava stvari dviguje vrednost v obe smeri, vrednost ni objektivno ugotovljiva.
Vrednost denarne enote je bila sprva povezana s protivrednostjo neke druge dragocene snovi, zlata, četudi verjetno tudi kake druge rude ali prečiščene kovine. Menjalna trgovina je še vedno ostala način delovanja v mnogih skupnostih, ki so premogle izdelati presežne vrednosti same za sebe.
Za vrednost enote in razmerja med različnimi valutami (tečaj) poskrbijo centralne banke, ki so le rahlo politični organ, predvsem pa gre za dragocene, spoštovanja vredne ekonomiste, ki uravnavajo fiskalno politiko države s prilagajanjem, opozarjanjem in uravnavanjem različnih finančnih mehanizmov, usklajenih tako z ravnanjem ministrstev odgovornih za finance kot tudi z bankami nad katerimi ima centralna banka pristojnost. Centralna banka skrbi za monetarno politiko države, torej za ureditev razmerij med denarno enoto, tujimi valutami, poslovanjem s tujimi valutami, kreditiranje s tujimi valutami. Valuta pa je lahko razširjena tudi širše od prostora same centralne banke, kar zahteva tudi mednarodno sodelovanje. Banka Slovenije je sprva delovala predvsem preko Evropske monetarne unije. Sedaj je guverner član sveta Evropske centralne banke
Valuta se uporablja kot sredstvo izmenjave vrednosti tako na prostoru, kjer velja kot zakonito plačilno sredstvo, kot tudi drugje z uporabo valutnih tečajev. Denar v obliki gotovine je nosilec vrednosti, lahko pa se uporablja tudi različne vrednostne papirje, ki imajo enako uporabnost ob upoštevanju vseh pogojev pri upravljanju z vrednostnimi papirji in ob dolžni skrbnosti. 
Valuta je v najzgodnejši obliki bila iz dragih kovin, ki so bile nato potiskane z podobo vladarja. Tak kovan denar ni potreboval imeti protivrednost cene kovine, večina denarja pa se je še vedno obravnavala z protivrednostjo zlata. Uvedba papirnatega denarja je pomenila cenejši prenos vrednosti in lažje poslovanje. Zlato se je tako hranilo v varnem prostoru, papir pa je bil le pravni dokument za dostop do teh zalog.    
Zadnja leta se razmišlja o virtualnih denarnih enotah. Virtualne denarne enote so decentralizirane, nimajo svoje lastne monetarne politike, svoje centralne banke. Ker se je število virtualnih denarnih enot povečalo, se razmišlja, ali je možna inflacija, deflacija ali stabilizacija virtualne valute. Največja prednost virtualne valute je decentralizacija hrambe denarja, največja slabost virtualne valute je izpostavljenost lastnika take valute različnim tveganjem. Kovan denar je s podobo vladarja utemeljeval garancijo, saj je vsaka termična predelava kovin lastniku prinašala izgubo, centralna banka pod nadzorom vladarja pa je zagotavljala obstojnost poslovanja ostalim bankam. 

## Imena valut
Z * so označene nekdanje države
- afgani: Afganistan
- ariary: Madagaskar
- baht: Tajska
- balboa: Panama
- bir: Etiopija
- bolívar: Venezuela
- boliviano: Bolivija
- cedi (dalas)?: Gana
- čat: Burma/Mjanmar
- denar: Makedonija
- dinar: Alžirija, Bahrajn, Irak, Jordanija, Kuvajt, Libija, Tunizija, Srbija (prej Jugoslavija*, Južni Jemen*, Sudan ter nekaj časa Hrvaška in Bosna in Hercegovina)
- dirham: Maroko, Združeni arabski emirati, Tadžikistan (Libija, Katar, Jordanija in Tadžikistan imajo to ime za manjše dele svojih valut)
- dobra: Sao Tome in Principe
- dolar: ZDA (ameriški dolar imajo tudi: Portoriko, Ekvador, Salvador, Ameriška Samoa, Ameriški in Britanski Deviški otoki, Otoki Turks in Caicos, Vzhodni Timor), Kanada, Avstralija (avstralski dolar imajo še: Tuvalu, Kiribati, Nauru), Nova Zelandija (s Cookovimi in Pitcairnovimi otoki- novozelandski dolar); Hongkong, Tajvan, Singapur, Hongkong, Brunej, Bahami, Belize, Jamajka, Bermudi, Gvajana, Surinam, Ekvador, Fidži, Namibija, Zimbabve, Liberija, Trinidad in Tobago, Kajmanji otoki
- dong: Vietnam
- drahma: Grčija (prej)
- dram: Armenija
- eskudo: Zelenortski otoki (prej Portugalska, pa tudi Angola, Čile, Mozambik, Sao Tome in Principe, Ekvatorialna Gvineja, portugalska Indija, Vzhodni Timor)
- evro: Avstrija, Belgija, Ciper, Estonija, Finska, Francija (s Francosko Gvajano, Saint Barthélemy in Saint Pierre in Miquelon), Grčija, Hrvaška, Irska, Italija, Latvija, Litva, Luksemburg, Malta, Nemčija, Nizozemska, Portugalska, Španija, Slovaška, Slovenija, Španija; de facto: Črna gora in Kosovo; evro uporabljajo tudi v državicah Andora, San Marino, Vatikan in Monako.
- florin: Aruba
- forint: Madžarska
- frank: (Švica), Vzhodni Kongo, Ruanda, Burundi, Gvineja, Džibuti, Komori, Reunion, Gambija //prej: Francija (s Francosko Gvajano, Saint Pierre in Miquelon in Andoro), Monako; Belgija, Luksemburg.
- Srednjeafriški frank CFA: srednjeafriške države (Kamerun, Srednjeafriška republika, Čad, Republika Kongo, Ekvatorialna Gvineja, Gabon)
- Zahodnoafriški frank CFA: zahodnoafriške države (Benin, Burkina Faso, Gvineja Bissau, Slonokoščena obala, Mali, Niger, Senegal, Togo)
- Pacifiški frank (CFP-frank): Nova Kaledonija, Francoska Polinezija, Wallis in Futuna
- funt: Združeno kraljestvo Velike Britanije in Severne Irske (funt šterling), Falklandski otoki, Južna Georgia in Južni Sandwichevi otoki, Sveta Helena, Ascension in Tristan da Cunha, Gibraltar; ter suverene države: Libanon, Sirija, Egipt, Sudan, Južni Sudan; (prej Irska, Ciper)
- gulden: Nizozemska (prej), Nizozemski Antili, Aruba
- gurd (gourde): Haiti
- gvarani: Paragvaj
- hrivnija (grivna): Ukrajina
- jen: Japonska
- juan (renminbi): Ljudska republika Kitajska
- kina: Papua Nova Gvineja
- kip: Laos
- kolon: Kostarika
- (zlata) kordova (córdoba), Nikaragva
- krona: Danska (z Grenlandijo in Ferskimi otoki), Islandija, Norveška, Švedska, Češka (prej Avstro-Ogrska*, Češkoslovaška*, Slovaška, Estonija)
- kvača: Zambija, Malavi
- kvanza: Angola
- lari: Gruzija
- lek: Albanija
- lej (1 leu): Moldavija, Romunija
- lempira: Honduras
- leone: Sierra Leone
- lev: Bolgarija (leu: Romunija, Moldavija)
- lilangeni, Svazi (zdaj Esvatini)
- lira: Turčija (prej Italija s San Marinom in Malta)
- lat: Latvija (prej)
- litas: Litva (prej)
- loti: Lesoto
- manat: Azerbajdžan, Turkmenistan
- marka; nekdanja Nemčija (ZRN); prej tudi Nemška demokratična republika, Finska, Estonija (1921-27); zdaj Bosna in Hercegovina (konvertibilna marka); nemška marka v Črni Gori (prej)
- metikal: Mozambik
- naira: Nigerija
- ngultrum: Butan
- paʻanga: Tonga
- pataca: Macao
- peseta: Španija (prej; tudi Andora)
- peso: Mehika, Argentina, Čile, Dominikanska republika, Filipini, Kolumbija, Kuba, Urugvaj (včasih tudi: Španija, še 10 drugih latinskoameriških držav : Bolivija, Ekvador, Gvatemala, Honduras, Kostarika, Nikaragva, Paragvaj, Portoriko, Salvador, Venezuela in Gvineja-Bissau v Afriki)
- pula: Bocvana
- quetzal: Gvatemala
- rand: Južnoafriška republika
- real (prej cruzeiro), Brazilija
- rial: Iran, Saudova Arabija, Katar, Jemen, Oman
- riel: Kambodža
- ringgit: Malezija
- rubelj: Ruska federacija, Belorusija (prej Rusko carstvo* in Sovjetska zveza*)
- rufija: Maldivi
- rupija: Indija, Indonezija, Nepal, Pakistan, Mavricij, Sejšeli, Šrilanka
- sol (prej inti) : Peru
- som: Kirgizistan
- sucre: Ekvador (do 2000)
- sum: Uzbekistan
- šekel: Izrael
- šiling: Uganda, Tanzanija, Somalija (prej Avstrija; tudi manjši del Funta šterlinga)
- švicarski frank: Švica in Lihtenštajn
- taka: Bangladeš
- tala: Samoa
- tenge: Kazahstan
- tolar: Slovenija (prej)
- tugrik: Mongolija
- uguija: Mavretanija
- von: Koreja (sev. in juž.)
- vzhodnokaribski dolar: Antigva in Barbuda, Dominika, Grenada, Sveti Krištof in Nevis, Sveta Lucija, Sveti Vincenc in Grenadini, Angvila in Monserat
- zlot: Poljska